# Supercoppa VTB United League
La Supercoppa VTB United League, o VTB United League SuperCup, è l'annuale supercoppa per club di pallacanestro organizzata dalla VTB United League.
Si tratta una manifestazione curata dalla ULEB che vede partecipare club provenienti dalla Bielorussia, Estonia, Kazakistan, Lettonia e Russia cioè dei paesi costitutivi della ex-Unione Sovietica.

## Storia
Il 12 luglio 2021, l'assemblea della VTB United League decise di organizzare la Supercoppa VTB United League, con 4 partecipanti.
Ai vincitori viene assegnata la Coppa Aleksandr Gomel'skij, intitolata in memoria del leggendario allenatore Aleksandr Gomel'skij.

## Albo d'oro
| Stagione | Sede  | Vincitore            | Risultato | Finalista            | MVP della Finale                     |
| -------- | ----- | -------------------- | --------- | -------------------- | ------------------------------------ |
| 2021     | Mosca | CSKA Mosca           | 81 - 73   | Zenit S. Pietroburgo | Will Clyburn, CSKA Mosca             |
| 2022     | Mosca | Zenit S. Pietroburgo | 71 - 70   | CSKA Mosca           | Thomas Wimbush, Zenit S. Pietroburgo |
| 2023     | Mosca | Zenit S. Pietroburgo | 85 - 83   | Lokomotiv Kuban'     | / Kyle Kuric, Zenit S. Pietroburgo   |
| 2024     | Mosca | CSKA Mosca           | 87 - 72   | UNICS Kazan'         | Aleksa Avramović, CSKA Mosca         |

## Vittorie per club
| Club                 | Titolo | Città           | Anno       |
| -------------------- | ------ | --------------- | ---------- |
| Zenit S. Pietroburgo | 2      | San Pietroburgo | 2022, 2023 |
| CSKA Mosca           | 2      | Mosca           | 2021, 2024 |

## Record
l giocatori che detengono il numero maggiore di edizioni vinte sono:
| Nome            | Club                     | Vittorie | Anni       |
| --------------- | ------------------------ | -------- | ---------- |
| Sergej Karasëv  | Zenit S. Pietroburgo (2) | 2        | 2022, 2023 |
| Artëm Klimenko  | Zenit S. Pietroburgo (2) | 2        | 2022, 2023 |
| Igor' Vol'chin  | Zenit S. Pietroburgo (2) | 2        | 2022, 2023 |
| Andrej Zubkov   | Zenit S. Pietroburgo (2) | 2        | 2022, 2023 |
| Semën Antonov   | CSKA Mosca (2)           | 2        | 2021, 2024 |
| Nikita Kurbanov | CSKA Mosca (2)           | 2        | 2021, 2024 |
| Ivan Uchov      | CSKA Mosca (2)           | 2        | 2021, 2024 |

L'allenatore che detiene il numero maggiore di edizioni vinte è:
| Nome           | Club                     | Vittorie | Anni       |
| -------------- | ------------------------ | -------- | ---------- |
| Xavier Pascual | Zenit S. Pietroburgo (2) | 2        | 2022, 2023 |